# 갈레온
갈레온(스페인어: Galeón, 갤리온)은 대형 복층 범선의 일종으로, 16세기에서 18세기에 이르는 범선 시대에 유럽 국가들에서 무장화물선으로 사용되었다. 또한 17세기 중반 영란전쟁까지는 주력 싸움배로도 사용되었다. 갈레온은 싸움배로서 효용을 다한 뒤에도 상선으로서는 19세기 초엽까지 현역이었고, 전시에 보조함으로 징발되어 사용되기도 했다. 
갈레온은 보통 돛대가 3대 이상이고, 뒷돛대에 3장 이상의 삼각돛을, 앞돛대와 주돛대에는 사각돛을 달았다.